# Ecliptopera

Ecliptopera är ett släkte av fjärilar som beskrevs av William Warren 1894. Ecliptopera ingår i familjen mätare.

## Dottertaxa tillEcliptopera, i alfabetisk ordning[1][2]
- Ecliptopera acalles
- Ecliptopera albogilva
- Ecliptopera albolineata
- Ecliptopera albomedia
- Ecliptopera allobathra
- Ecliptopera angustaria
- Ecliptopera balsaminata
- Ecliptopera benigna
- Ecliptopera boegli
- Ecliptopera capitaria
- Ecliptopera capitata
- Ecliptopera capitulata
- Ecliptopera caradjai
- Ecliptopera chrysozona
- Ecliptopera ctenoplia
- Ecliptopera cuneata
- Ecliptopera deflavata
- Ecliptopera delecta
- Ecliptopera dentifera
- Ecliptopera diluta
- Ecliptopera dimita
- Ecliptopera dissecta
- Ecliptopera dubernardi
- Ecliptopera effusa
- Ecliptopera falsiloqua
- Ecliptopera fastigata
- Ecliptopera fortis
- Ecliptopera fulvidorsata
- Ecliptopera fulvotincta
- Ecliptopera furva
- Ecliptopera furvoides
- Ecliptopera hachijoensis
- Ecliptopera haplocrossa
- Ecliptopera illitata
- Ecliptopera impingens
- Ecliptopera insulata
- Ecliptopera intromissa
- Ecliptopera kanshinensis
- Ecliptopera leuca
- Ecliptopera leucoglyphica
- Ecliptopera litterata
- Ecliptopera lucrosa
- Ecliptopera macarthuri
- Ecliptopera maculata
- Ecliptopera mariesii
- Ecliptopera melaleuca
- Ecliptopera mixtilineata
- Ecliptopera miyakei
- Ecliptopera monama
- Ecliptopera muscicolor
- Ecliptopera nivicincta
- Ecliptopera nuristana
- Ecliptopera oblongata
- Ecliptopera obscurata
- Ecliptopera odontoplia
- Ecliptopera phaedropa
- Ecliptopera phaula
- Ecliptopera phrice
- Ecliptopera posticata
- Ecliptopera postpallida
- Ecliptopera pryeri
- Ecliptopera recordans
- Ecliptopera rectificata
- Ecliptopera rectilinea
- Ecliptopera relata
- Ecliptopera sagittatoides
- Ecliptopera silaceata
- Ecliptopera stathera
- Ecliptopera subaenescens
- Ecliptopera subapicalis
- Ecliptopera subcanescens
- Ecliptopera subfalcata
- Ecliptopera subnubila
- Ecliptopera substituta
- Ecliptopera thalycra
- Ecliptopera theonoe
- Ecliptopera tranosphena
- Ecliptopera triangulifera
- Ecliptopera umbrosaria
- Ecliptopera wehrlii
- Ecliptopera zaes
- Ecliptopera zophera

## Bildgalleri

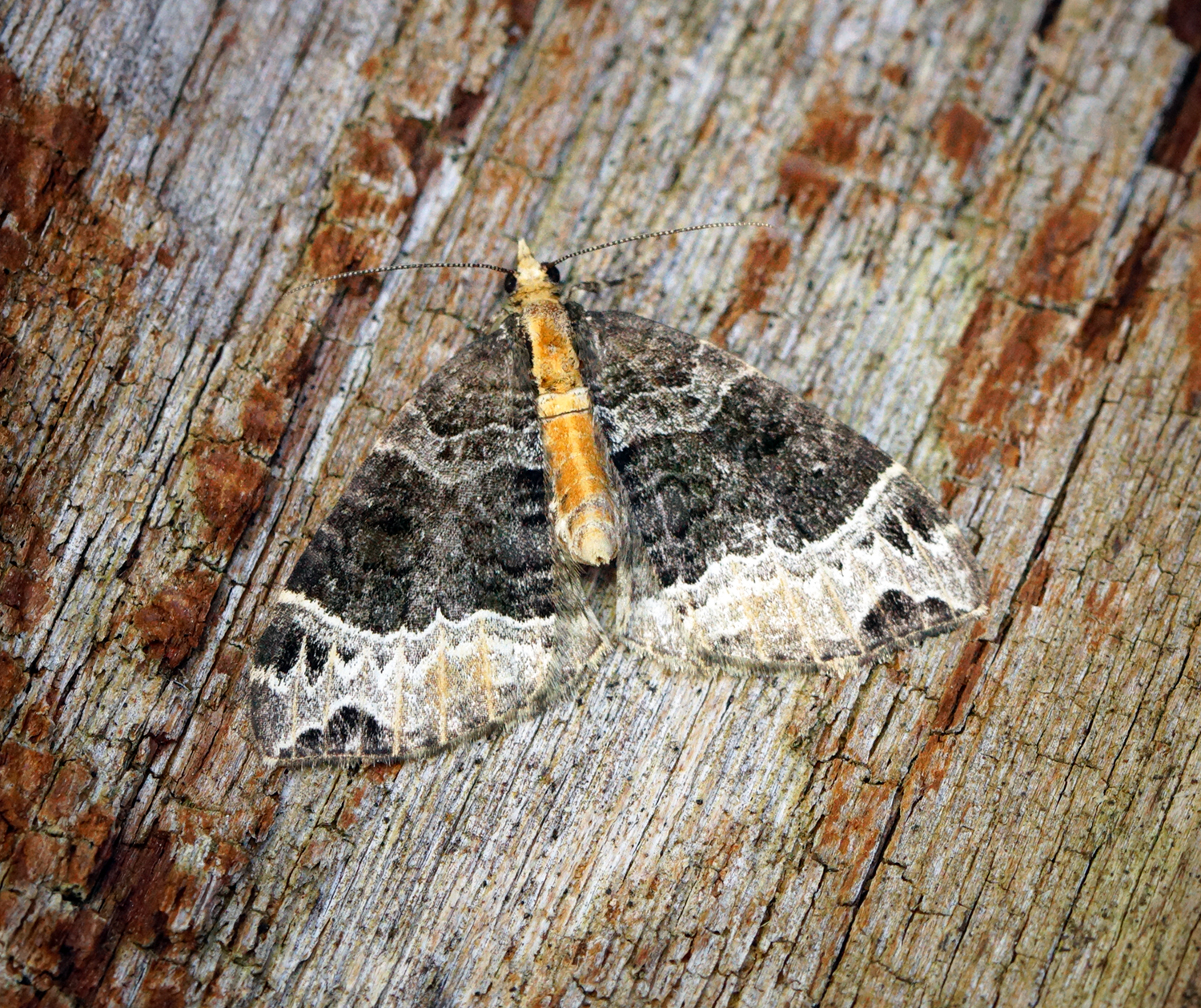
Gulryggig fältmätare, Ecliptopera capitata
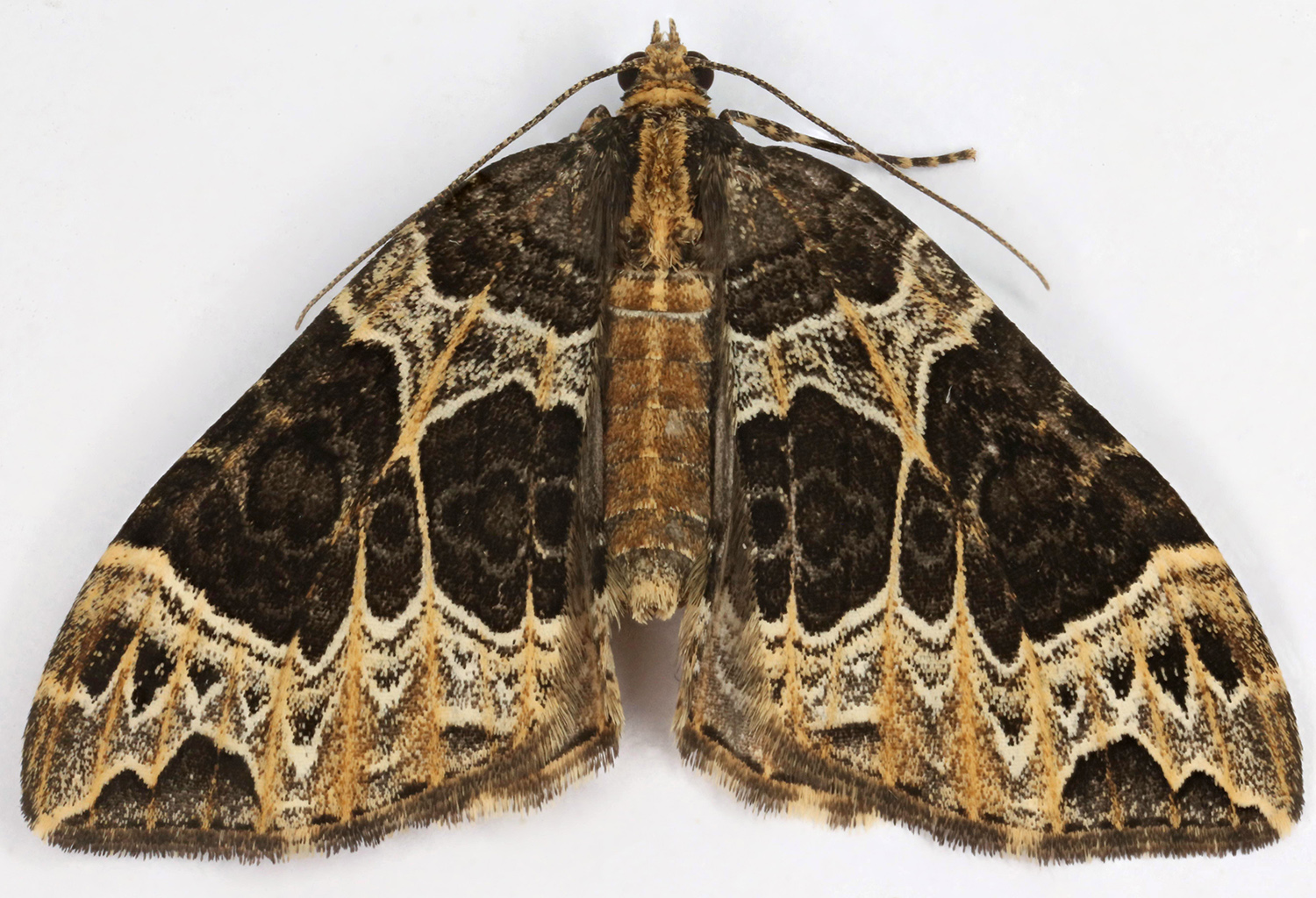
Gråryggig fältmätare, Ecliptopera silaceata
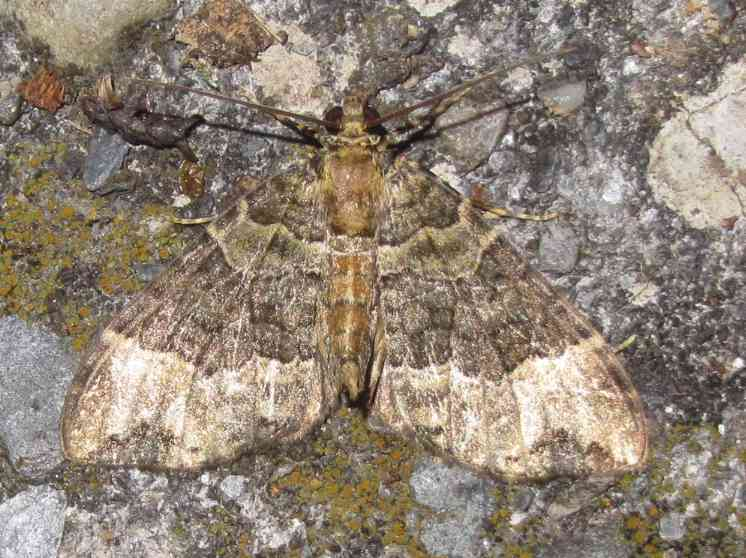
Ecliptopera muscicolor